# Aabybro
Aabybro este un oraș în Danemarca, situat în nord-vestul peninsulei Iutlanda.